# 2. deild karla 1963
Die 2. deild karla 1963 war die neunte Spielzeit der zweithöchsten isländischen Fußballliga.

## Modus
Die Liga wurde wieder in zwei Gruppen ausgetragen. Die sechs Mannschaften spielten in zwei Gruppen zu zwei bzw. vier Teams um die Zweitligameisterschaft. Die Teams spielten innerhalb ihrer Gruppe jeweils zweimal gegeneinander. Die beiden Gruppensieger spielten anschließend in einem Entscheidungsspiel den Aufsteiger in die 1. deild karla aus.

## Gruppe A
| Pl. | Verein               | Sp. | S | U | N | Tore    | Quote | Punkte |
| --- | -------------------- | --- | - | - | - | ------- | ----- | ------ |
| 1.  | Breiðablik Kópavogur | 2   | 1 | 1 | 0 | 006:200 | 3,00  | 03:10  |
| 2.  | ÍBV Vestmannaeyja    | 2   | 0 | 1 | 1 | 002:600 | 0,33  | 01:30  |

|                      | BRE | ÍBV |
| Breiðablik Kópavogur |     | 4:0 |
| ÍBV Vestmannaeyja    | 2:2 |     |

## Gruppe B
| Pl. | Verein            | Sp. | S | U | N | Tore    | Quote | Punkte |
| --- | ----------------- | --- | - | - | - | ------- | ----- | ------ |
| 1.  | Þróttur Reykjavík | 6   | 4 | 1 | 1 | 017:900 | 1,89  | 09:30  |
| 2.  | ÍB Hafnarfjörður  | 6   | 3 | 1 | 2 | 018:130 | 1,38  | 07:50  |
| 3.  | KS Siglufjarðar   | 6   | 2 | 1 | 3 | 016:210 | 0,76  | 05:70  |
| 3.  | ÍB Ísafjörður (A) | 6   | 1 | 1 | 4 | 010:180 | 0,56  | 03:90  |

| (A) | Absteiger aus der 1. deild karla 1962 |

|                   | ÞRÓ | ÍBH | KS  | ÍBÍ |
| Þróttur Reykjavík |     | 5:1 | 5:2 | 0:0 |
| ÍB Hafnarfjörður  | 5:0 |     | 5:3 | 4:1 |
| KS Siglufjarðar   | 0:3 |     | 2:2 | 3:2 |
| ÍB Ísafjörður     | 1:4 | 2:1 | 4:6 |     |

## Finale
|                   | Ergebnis |                      |
| ----------------- | -------- | -------------------- |
| Þróttur Reykjavík | 9:0      | Breiðablik Kópavogur |